# Carl-Axel Johansson
Carl-Axel Gunnar Johansson, född 17 december 1947 i Karlshamn, är en svensk politiker (kristdemokrat, tidigare moderat), som var riksdagsledamot för Moderaterna 2001–2004, invald för Skåne läns södra valkrets.

## Biografi
I riksdagsvalet 1998 kandiderade Johansson för Moderaterna i Skåne läns södra valkrets och blev ersättare. Han utsågs till ny ordinarie riksdagsledamot från och med 1 mars 2001 sedan Gun Hellsvik avsagt sig uppdraget som ledamot. I riksdagen var Johansson ledamot i socialutskottet 2002–2004. Han var även suppleant i arbetsmarknadsutskottet, finansutskottet, konstitutionsutskottet och socialförsäkringsutskottet.
Dessförinnan hade han varit aktiv i kommunalpolitiken i Ystad, i kommunfullmäktige och i barn- och utbildningsnämnden samt ordförande för Moderaterna i Ystad. Han invaldes också i regionfullmäktige i Skåne med uppdrag i RUB (regionala utvecklingsberedningen).
Johansson utövade sitt yrke som läkare även under tiden i riksdagen. Han ville inte vara beroende av nomineringar till olika politiska uppdrag utan kunna känna en självständighet i politiken. Detta innebar att han lämnade riksdagen 2004, då de "nya moderaterna" började lanseras. Han ansåg nämligen att den nya moderata linjen inte stämde överens med de värderingar han själv hade och som han hade väljarnas mandat för i riksdagen.[källa behövs] Han var sedan partilös, men bibehöll sitt samhällsintresse, som till slut åter ledde till politiskt engagemang.
Inför valet 2010 gick han med i Kristdemokraterna[källa behövs] och engagerade sig kommunalt i Ystad. Efter valet bildades en politisk ledning i Ystad kommun – 5-klövern (M, FP, C, KD och MP). Han fick då förtroendet att vara 1:e vice ordf i barn- och utbildningsnämnden och ordförande för KD i Ystad. Senare under mandatperioden blev Johansson ledamot i kommunstyrelsen, hamnutskottet samt gruppledare för KD i kommunfullmäktige. Ordförandeposten i KD lämnade han 2013 för att bli valledare inför valet 2014.